# Всероссийский фестиваль японской анимации
Всероссийский фестиваль японской анимации (VRNFEST) — это ежегодный фестиваль поклонников аниме, проводимый в Воронеже, начиная с 2000 года. Дата проведения, как правило, совпадает с майскими праздниками (начало мая).

## История

### Первый всероссийский фестиваль японской анимации (2000)
Первый фестиваль прошёл в кинотеатре «Юность» (большой зал) с 25 февраля по 8 марта 2000 года. На фестивале было представлено 11 аниме-фильмов, пять из них — авторства Хаяо Миядзаки. Фестиваль был организован усилиями воронежского филиала клуба R.An.Ma. под руководством Артёма Толстоброва при участии отдельных представителей других филиалов, общества российско-японской дружбы «Фумото» и посольства Японии. Полный список аниме-фильмов первого фестиваля:
- Воспоминания о будущем
- Akira
- Macross Plus
- Королевский десант
- Ghost in the Shell
- Дарксайд - тёмный мститель
- Мой сосед Тоторо
- Nausicaa of the Valley of Wind
- Небесный замок Лапута
- Porco Rosso
- Kiki's Delivery Service

### Второй фестиваль японской анимации в Воронеже (2001)
Фестиваль во второй раз прошёл в кинотеатре «Юность» с 29 апреля по 5 мая (впервые во время «первых майских» российских праздников, которые позже станут для фестиваля стандартным временем проведения). Он был организован Артёмом Толстобровом при активной помощи тогдашнего директора «Юности» Елены Гудошниковой, ассоциации R.An.Ma и при участии клуба любителей японской культуры «Фумото». В программу вошли фильмы «Замок Калиостро», Perfect Blue, Spriggan, «Оборотни», «Мой сосед Тоторо», «Эскафлон», «Утэна: апокалипсис юности», «Последняя субмарина». Фестиваль получил значительное внимание местной прессы и даже освещался крупным российским журналом «Великий Dракон».

### Третий фестиваль японской анимации в Воронеже (2002)
В третий (и последний) раз фестиваль проводился в кинотеатре «Юность». Он состоял из кинопрограммы, включавшей в себя более десяти анимационных фильмов («Мои соседи Ямада» на открытии, «Помпоко: Война тануки» на закрытии), а также мини-концерта группы Suki da! и выступления косплееров в холле кинотеатра. Формат косплея был близок к тому, что сейчас на аниме-фестивалях называют «дефиле»: участники в костюмах показывали своих персонажей с помощью коротких (меньше минуты на каждого) выступлений: несколько характерных смен позы, краткая речь, демонстрация «оружия» (бутафорские мечи, магические жезлы и т. п.) или других аксессуаров. Костюмированное шоу 28 апреля 2002 г. в рамках фестиваля является наиболее ранним из упоминаемых в интернете косплей-мероприятий в России, таким образом, его можно назвать первым российским косплей-шоу.

### Четвертый фестиваль японской анимации (2003)
Фестиваль впервые сменил место проведения — им стал кинотеатр «Спартак». К традиционной дневной кинопрограмме впервые добавлена Ночь Аниме (ночь с Cowboy Bebop). Снова в рамках фестиваля проходит косплей-шоу на сцене одного из залов кинотеатра, на этот раз в расширенном варианте: косплееры объединяются в небольшие группы и разыгрывают короткие сценические номера. Впервые участников объявляют ведущие под псевдонимами Усаги и Соник; они будут вести косплей-шоу на фестивале в течение всех последующих лет его проведения. В дни фестиваля проходит неофициальная фотосессия косплееров в костюмах. От места встречи в костюмах до места проведения фотосессии (Площадь Детей) косплееры шли по городу все вместе, единой группой, и этот опыт дал начало костюмированному шествию, которое в будущем официально стало частью фестивальных мероприятий. Видеографы фестиваля монтируют клип по его итогам, что позже будут делать каждый «живой» фестиваль.

### Пятый всероссийский фестиваль японской анимации (2004)
Фестиваль прошёл на нескольких площадках сразу: кинотеатр «Спартак» и кинотеатр «Иллюзион». В кинопрограмму добавлена экспериментальная анимация — «Ночь аниме с безумными кошками», включавшая в себя короткометражные фильмы «Суп с котом», «Тысяча и одна ночь Ёситаки Амано», Nasu: Summer in Andalusia, «Голос далёкой звезды», «Дзиблис, вторая серия» и «Лабиринт сновидений». Участников фестивального косплей-шоу стало больше, впервые заранее объявляется приём заявок с подготовленными аудиотреками. В первый раз шоу завершается финальным танцем, в котором участвуют большинство из выступавших в этот вечер косплееров (позже такой танец станет постоянным элементом фестивального шоу). Из технических новшеств года — треки некоторых номеров включают не только музыку, но и предварительно записанную речь (что позже станет распространённой практикой не только на VRNFEST, но и на многих других аниме-фестивалях).

### Пятый с половиной всероссийский фестиваль японской анимации (2005)
Новое название фестиваля нарушает «порядок» цифр, во-первых, потому что в этот раз фестиваль по длительности (2 дня) короче, чем предыдущие (длившиеся около недели), а во-вторых, для того, чтобы в будущем номер совпал с цифрой года. Киносеансы вновь проходят в кинотеатре «Спартак», в рамках Ночи Аниме вновь экспериментальная анимация. Косплей-шоу впервые проходит не вместе с кинопрограммой, а на другой площадке — в Доме Актёра; гости косплей-шоу — группа «У-ми». В организации подготовки фестиваля произошли изменения: вводится практика предварительных отсмотров сценок и номеров во время проводимых заранее общих репетиций. В рамках фестиваля организована отдельная фотосессия в помещении ДК «Электроника». Добавлено новое, важное в будущем для фестиваля мероприятие: конференция-обсуждение (впоследствии оно с разными названиями присутствует в программе каждый год). Речь идёт о так называемых panels, типичных для международных аниме-конвентов, которые представляют собой общение докладчиков с аудиторией; в роли докладчиков — ведущие фигуры аниме-журналистики и аниме-фэндома, например, одним из спикеров был представитель журнала «Великий Dракон», в котором публиковалось много материалов об аниме и компьютерных играх).

### Шестой всероссийский фестиваль японской анимации (2006)
Фестиваль отмечает значимые для него даты: 5 лет сценическому косплею в России, 7 лет фестивалям в Воронеже, 10 лет клубу «R.An.Ma». Снова кинопрограмма в «Спартаке» (на этот раз она разделена на детские и взрослые сеансы) и косплей-шоу в Доме Актёра. Техническое новшество на косплей-шоу: появилась возможность использования мультимедийного проектора, что позволило дополнять сценические номера видеоматериалами на экране. Ведущие фестиваля также пользуются этим нововведением: специально для фестиваля заранее записываются косплей-видео (с ведущими в роли персонажей Cowboy Bebop). Координаторы косплей-шоу проводят предварительные репетиции для групп участников сразу в трёх городах: Воронеж, Ростов-на-Дону и Москва. На косплей-шоу появляется свой фотоугол с дополнительным освещением. На семинарах и мастер-классах проходят лекции о современной популярной культуре Японии, а также косплееры рассказывают о хитростях создания сложных костюмов и сценических образов. На фестивале присутствуют гости из Японии: съёмочная группа выставки «Комикет».

### Ноль-седьмой всероссийский фестиваль японской анимации (2007)
В первый раз маскот фестиваля «намекает» на тему ведения фестиваля: картинка на главной странице сайта напоминает (но не полностью копирует) аниме, в костюмы из которого будут одеты ведущие косплей-шоу; в 2007 году это «Меланхолия Харухи Судзумии». Меняется место проведения косплей-шоу: оно перемещается в Городской Дворец творчества детей и молодежи. Все билеты на шоу забронированы и выкуплены задолго до его проведения. Костюмированное шествие косплееров, которое до этого несколько раз проходило в стихийном виде, без специальной организации, становится официальным мероприятием в рамках фестиваля: косплееры и заинтересованные зрители идут колонной от Дома Актёра до Петровского сквера. Кинопрограмма, помимо анимационных фильмов, включает в себя видеодайджест по материалам японских компаний d-rights, NTV и других: показано российское отаку-движение 2006 года глазами японцев через объектив съёмочной группы выставки «Комикет», включая центральное аниме-событие России — воронежский фестиваль. Ночь аниме проходит в двух залах одновременно: на экране сериал Paradise Kiss. В кинозале зрители танцуют, подпевают и хлопают во время опенингов каждой серии. В одном из залов этот сериал демонстрируется с русскими субтитрами, в другом — с русским закадровым переводом в исполнении Надежды «Харуки» Дружининой. Семинарам и мастер-классам в расписании выделен отдельный день.

### Ноль-восьмой всероссийский фестиваль японской анимации
Тема косплей-шоу — «Гуррен-Лаганн» (первые два эпизода сериала были показаны на открытии); в этот год ведущих в образах персонажей на шоу больше, чем во все годы до и после. Художественным экспериментом этого года становится театр теней в рамках шоу. Косплей-шоу переходит на более крупную площадку (Театр оперы и балета). Билеты на шоу, помимо традиционных продаж в кассе, впервые продаются через интернет, и их выкупают меньше, чем за 5 минут (по отзывам других организаторов — меньше, чем за минуту) после старта продаж. Позже среди участников и зрителей фестиваля быстрая продажа билетов онлайн получила неформальное название «Сапёр», по аналогии с игрой, где нужно быстро нажимать на клетки в поисках бомбы (как на клетки с выбранными при бронировании местами).
Праздничное шествие косплееров проходит от Дома актёра до «Юности» и обратно.
Кинопрограмма в «Спартаке» вновь включает Ночь аниме в двух залах: показана «Меланхолия Харухи Судзумии» (1 зал — серии в порядке выхода на ТВ, 2 зал — серии в хронологическом порядке); часть дневных сеансов проходит бесплатно в фойе кинотеатра.
Фестивальные лекции впервые включают выступление Александра Фильченко, режиссёра студии дубляжа «Реанимедиа», о сложностях озвучки японских анимационных фильмов, переведённых на русский язык (тема оказалась настолько популярной, что практически во все последующие годы повторялась в той или иной форме с новыми материалами).

### Десятый юбилейный всероссийский фестиваль японской анимации
Косплей-шоу во второй раз проходит в Театре оперы и балета, в первый (и последний) раз оно разбито на две части в два дня, чтобы дать возможность зрителям купить билет на один из дней (позже эксперимент признан неудачным, так как большинство покупающих хотели приобрести билеты на оба дня; таким образом, ажиотажного спроса избежать не удалось). Номера косплей-шоу объединены несколькими сюжетными линиями (в исполнении ведущих шоу) по мотивам разных аниме, включая «Сейлор Мун», «Мой сосед Тоторо», «Рыбка Поньо на утёсе», «Астробой». В честь юбилейного фестиваля была подана заявка (регистрационный номер 12.444) на рекорд в книгу рекордов России с последующей заявкой в книгу рекордов Гиннесса — с названием «Самый многочисленный парад героев мультфильмов, фильмов и компьютерных игр». Ведущие считали участников в костюмах в присутствии фотографов и операторов, а также прессы и представителей администрации Воронежа.
Театрализованное костюмированное шествие по центральным улицам города впервые прошло вечером, после косплей-шоу и пересчета участников, и завершилось фейерверком на Площади Детей.
Впервые проводится новое, важное для фестиваля мероприятие — форум-выставка аниме-фестивалей и сообществ в парке у кинотеатра «Спартак». Формат выставки был выбран по аналогии с японскими школьными фестивалями: это ежегодные дни открытых дверей, проводимые большинством школ Японии, включающие в себя ярмарку и разнообразные развлечения.
Маскот фестиваля получает собственную историю: это рыжеволосая девушка по имени Майя и её друг Ктот (неизвестное науке существо с ушами зайца и хвостом бобра). Вместе они посещают разные мероприятия фестиваля (и появляются на разных страницах официального сайта, а также на фестивальных сувенирах).

### 2011 всероссийский фестиваль японской анимации в Воронеже
Кинопрограмма: премьера дубляжа «Исчезновение Харухи Судзумии», встреча с режиссёром дубляжа Александром Фильченко и творческой группой компании «Реанимедиа»; также в программе «Евангелион 1.11: ты (не) один», «Остров забвения: Харука и волшебное зеркало», «Агент паранойи» и «Летние войны», Ночь аниме проходит в двух залах одновременно.
Форум-выставка частично проходит в сквере кинотеатра «Спартак», частично в Доме актёра. В холле «Спартака» проходит выставка российских художников, создающих работы в аниме-стилистике. Также в программе фестиваля семинары и концерт в прибежище в Доме актёра и шестичасовое косплей-шоу в Театре оперы и балета. Темой косплей-шоу стала игра Katamari Damacy (продолжается история появившихся в прошлом году маскотов Майи и Ктота — их облик напоминает персонажей Katamari).
Впервые отменено костюмированное шествие: его проведение не удалось согласовать с городской администрацией.

### 2012 всероссийский фестиваль японской анимации в Воронеже
Тема косплей-шоу — «Принцесса-Медуза». Как и прежде (начиная с 2007 года), маскот фестиваля своим костюмом «намекает» на выбранную тему шоу. Один из номеров шоу включает косплей не по внешним источникам, а по истории самого фестиваля: двенадцать участниц появились на сцене в костюмах маскотов фестиваля этого и прошлых лет. Впервые программа косплей-шоу заранее доступна не только участникам, но и зрителям: опубликована на сайте и в виде буклета.
Форум-выставка перерастает прошлогоднюю площадку и теперь занимает Дворец творчества детей и молодежи и площадь перед ним. Концерт в прибежище также меняет место проведения и переезжает в Театр юного зрителя. В Доме актёра остаются семинары и мастер-классы. В холле кинотеатра «Спартак» все дни фестиваля проходит выставка художников, популярных среди любителей аниме. Кинопрограмма, в числе прочих кинопоказов, включает в себя Ночь кино с экспериментальной анимацией: «Гениальная вечеринка», «За гениальной вечеринкой», «Игра ума».

Костюмированное шествие снова отменено.

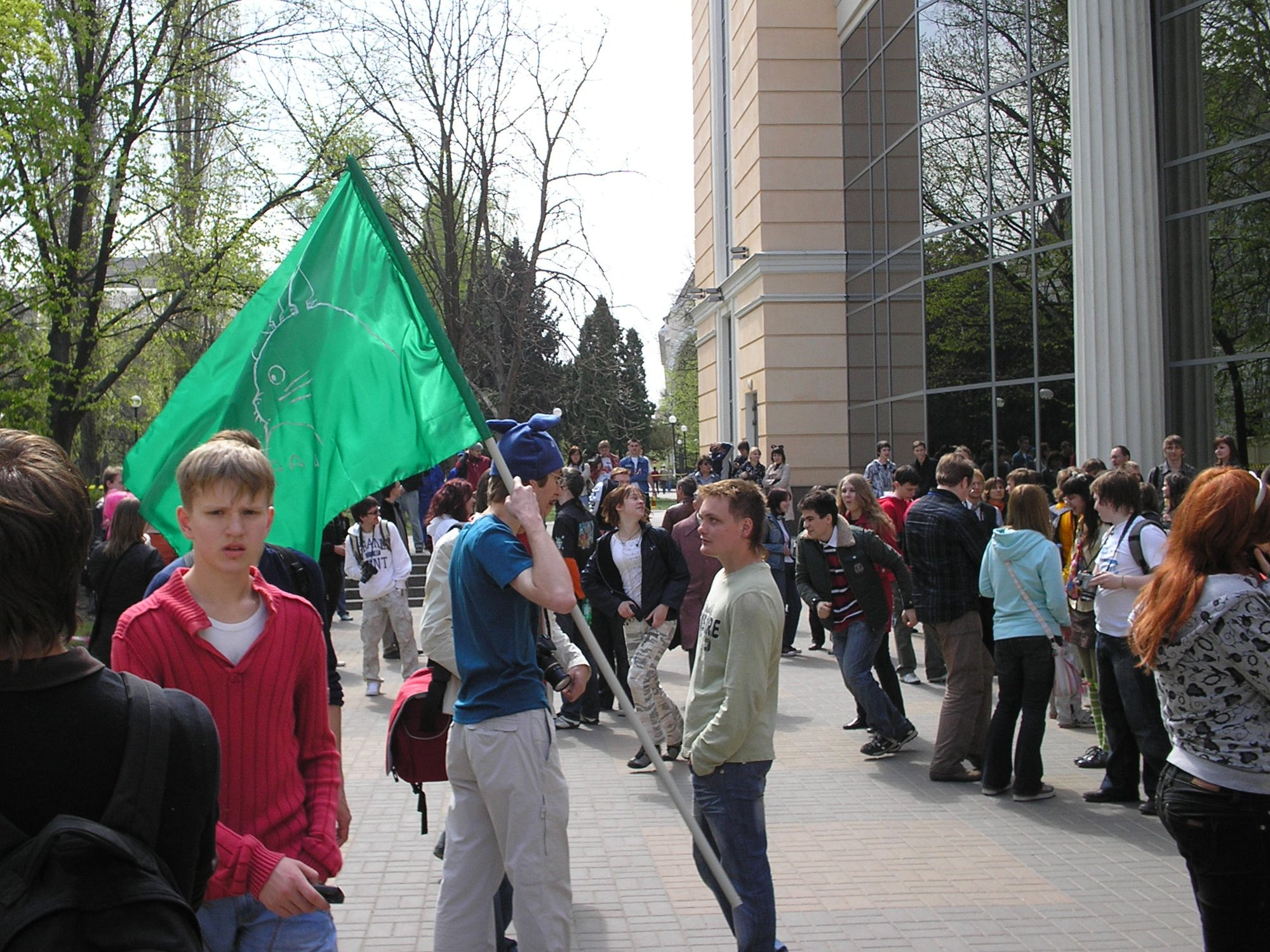
У кинотеатра «Спартак» перед открытием фестиваля 2009 года

### 2013 всероссийский фестиваль японской анимации в Воронеже
Особенность этого года — смена площадок для большинства мероприятий в программе фестиваля. Косплей-шоу проходит в Event Hall в загородном торговом центре «Град», семинары в Доме актёра, after-party в клубе PROспект, Концерт в прибежище переезжает в Театр юного зрителя, форум-выставка в парк Алые паруса, а кинопоказы остаются в «Спартаке».
Тема косплей-шоу — Excel Saga. Переезд шоу из Театра оперы и балета в Event Hall, крупнейшую концертную площадку Воронежа, расширил технические возможности для постановки номеров (использование экрана для проекции, современное световое и звуковое оборудование), а также позволил вместить всех желающих зрителях, избежав типичной для предыдущих лет проблемы нехватки билетов. Декорации становятся более сложными, они создаются силами участников и волонтеров фестиваля, так как в отличие от театра, Эвент-холл не имеет собственных готовых декораций.
Концерт в прибежище меняет формат и становится менее камерным, но более разнообразным: помимо сольных выступлений появилось больше групповых, к некоторым вокальным номерам добавлена танцевальная поддержка, увеличивается количество участников с музыкой разных жанров.
Расширенная кинопрограмма включает, помимо дневных сеансов, целых три ночные подборки (то есть три Ночи аниме, которые идут параллельно) — три полнометражных «Евангелиона», три фильма по «Берсерку» (обе подборки с субтитрами), а также три фильма в дубляже Reanimedia «Волчьи дети Амэ и Юки», «Письмо для Момо», «Со склонов Кокурико».
Во время всего фестиваля в «Спартаке» демонстрируется фотовыставка, посвященная истории VRNFEST, а в сквере около кинотеатра в один из дней проходит открытая фотосессия косплееров, на которую могут прийти все желающие (люди в костюмах, фотографы и те, кто хочет просто посмотреть).
Форум-выставка (open air) перемещается в парк Алые паруса (по площади значительно больше сквера у «Спартака» или площадки возле Дворца детей). С этого года она становится вторым из самых крупных мероприятий фестиваля (после косплей-шоу): увеличивается количество торговых точек, разнообразие развлекательных мероприятий, количество гостей в костюмах и просто людей, гуляющих в парке. Для посетителей выставка по-прежнему остается бесплатной.
Впервые на фестивале проходит after-party в ночном клубе, состоящая в основном из танцевальной музыки и некоторых вокальных номеров.
Костюмированное шествие снова отменено.

### 2014 всероссийский фестиваль японской анимации в Воронеже
Юбилейный фестиваль (15 лет). Тема косплей-шоу — Гинтама. В открытый доступ выложена программа шоу.
В программе кинопоказов, помимо японской анимации, полнометражный Чебурашка, а гость на открытии — его художник-постановщик, который рассказал о работе над фильмом и ответил на вопросы зала. В программе Ночи аниме три варианта: «Ночь Ghibli», «Ночь Макото Синкая» и «Ночь Берсерка (Золотой век)», все три подборки фильмов — в дубляже. В холле кинотеатра — выставка, посвященная командам постоянных участников фестиваля.
Выступающие Концерта в прибежище в 2014: Воспи, Мегус, Мирасоль, Пауль, Рюичи, Харука, Чокола.
В программу фестиваля после нескольких лет перерыва возвращается костюмированное шествие косплееров: оно прошло по левому берегу Воронежа от остановки «Ильича» до парка Алые паруса (места проведения форума-выставки).
Один из постоянных зрителей и участников VRNFEST создает Справочное приложение фестиваля (мобильное приложение под Android, в настоящее время не активно).
В этом году площадки мероприятий не меняются, а остаются теми же, что в предыдущем (2013).

### 2015 Всероссийский фестиваль японской анимации в Воронеже (2015)
На открытии фестиваля проходит показ анимационного фильма «Первый отряд» (российская премьера японской версии). Ночь аниме: «Наруто: последний фильм», «Космический пират Харлок», «Летние войны». В фойе кинотеатра «Спартак» все дни фестиваля идет фотовыставка, посвящённая косплей-командам, постоянно участвующим в VRNFEST.
Тема ведущих косплей-шоу: серия игр Super Mario Bros.
В рамках фестиваля проходят лекции о мировых косплей-мероприятиях, о крафте для создания костюмов, об особенностях работы с голосом вживую и для записи и традиционная лекция от организаторов.
Выступающие на Концерте в прибежище: Амэ, Воспи, Мирасоль, Наначка, Рюичи, Харука.
Костюмированное шествие стартует с Адмиралтейской площади, Концерт в прибежище перемещается в Дом актёра, а остальные мероприятия проходят там же, где и в 2013—2014 гг.
Перед фестивалем и после него проходят традиционные радиомосты (онлайн-вещание, где организаторы фестиваля общаются со зрителями).

### 2016 Всероссийский фестиваль японской анимации в Воронеже (2016)
На открытии фестиваля проходит показ анимационного фильма «Волки и овцы: бееезумное превращение» и встреча с режиссёром фильма Максимом Волковым (Wizart Animation). В дневной кинопрограмме: «Атака титанов. Фильм» (два полнометражных фильма в разные дни, в дубляже). В ночной программе «Евангелион 1.0: ты (не) один», «Евангелион 2.0: ты (не) пройдешь», «Евангелион 3.0: ты (не) исправишь» и в то же время в другом зале «Наруто: кровавая тюрьма», «Наруто: путь ниндзя», «Наруто: последний фильм» (все фильмы в дубляже).
Костюмированное шествие проходит по маршруту от Адмиралтейской площади к Чернавскому мосту и обратно.
Тема ведущих косплей-шоу: анимационный сериал «Ванпанчмен».
Форум-выставка в «Алых парусах» с каждым годом становится разнообразнее по составу участников и ассортименту продаж, а по количеству людей в костюмах постепенно приближается к косплей-шоу.
Участники Концерта в прибежище: Амэ, Воспи, Див, Лисандра, Мирасоль, Наначка, Рюичи, Харука.
Как и в предыдущие годы, в Доме актёра проходят лекции и мастер-классы: в этом году они посвящены репортажным съёмкам, работе со звуком, созданию сценария для косплей-сцен и особенностям дубляжа анимационных фильмов, а также по традиции проходит лекция организаторов фестиваля о его подготовке. Фотосессия на открытом воздухе снова проходит возле кинотеатра «Спартак».
Новое мероприятие этого года — вечеринка в клубе «Сто ручьёв»: музыка, танцы на сцене и в зале. Ведущие — Nek и Nichi, за пультом диджея — zoi.

### 2017 Всероссийский фестиваль японской анимации в Воронеже
Площадки проведения фестиваля остаются прежними у большинства мероприятий, кроме Концерта в прибежище: он покидает традиционный концертный зал и проходит в новом формате в ночном клубе Aura. На концерте выступают: R_I_N, Megus, Наначка, ДИВ, Lisandra, Vospi, Emnily (некоторые из них — постоянные участники, другие впервые на этом фестивале и в Воронеже).
Тема косплей-шоу — анимационный сериал Tenchi Muyo! (1992).
Ночь аниме параллельно в двух залах кинотеатра «Спартак»: в одном «Красная черепаха», «Гамба», «IA: первый концерт в Японии», а в другом «Патэма наоборот», «Письмо для Момо», «Летние войны». На открытии Ночи выступает Александр Фильченко — заслуженный артист России, режиссёр и руководитель студии дубляжа компании «Реанимедиа». Он анонсирует дубляж фильмов, показанных на фестивале. Более подробно о процессе дубляжа он рассказывает на лекции в рамках фестиваля.
Другие лекции посвящены актёрскому мастерству и звукозаписи, созданию костюмов и аксессуаров, шарнирным куклам BJD и организации фестиваля. Также прошёл показ анимационного проекта «Моревна», который на тот момент ещё не вышел официально, с рассказом о его создании. В рамках семинаров проходила выставка ретро-компьютеров и выставка истории фестиваля.
Форум-выставка проходит в парке «Алые паруса» и включает рекордное на тот момент число участников ярмарки. Оттуда же после её завершения стартует костюмированное шествие.
Также в этом году прошло два предфестивальных радиомоста, в феврале и в апреле, и один постфестивальный — в июне.

### 2018 Всероссийский фестиваль японской анимации в Воронеже (2018)
Фестиваль прошёл с 1 по 5 мая. Тема косплей-шоу — Net-juu no Susume, тема дефиле-люкс — «Утиные истории». Во время косплей-шоу в фойе проходила Российская выставка фотокосплея.
К традиционной программе добавлено новое мероприятие — концерт-презентация мюзикла «Death Note» (по мотивам аниме-франшизы «Тетрадь смерти»). Помимо собственной программы, артисты мюзикла выступили на фестивальной форум-выставке, а также приняли участие в лекциях и семинарах.
На кинопоказах перед фильмом «Девушки и танки: Финал. Часть 1» выступил особый гость — Вячеслав Макаров, представлявший компанию Wargaming, а перед фильмом «Укрась прощальное утро цветами обещания» выступил Александр Фильченко, руководитель студии дубляжа компании Reanimedia.

### 2019 Юбилейный фестиваль японской анимации в Воронеже (2019)
Фестиваль прошёл с 1 по 5 мая в двадцатый раз. В программе были традиционные кинопоказы, косплей-шоу, форум-выставка, вокальный концерт, семинары и мастер-классы, фотосессия, костюмированное шествие. Добавлены два новых мероприятия — гала-концерт (музыка из аниме и игр в исполнении симфонического оркестра под управлением японского дирижёра Кэнъити Симуры) и киберспортивный турнир (консольный игровой кубок Escape eSports Place в одиночных дисциплинах PlayStation 4).

### Первый 2020 Всероссийский Онлайн-фестиваль любителей японской анимации (в Воронеже и везде) (2020)
Фестиваль прошёл во время первых майских праздников (c 2 по 4 мая). Из-за эпидемии коронавируса фестиваль сменил формат: все его мероприятия прошли онлайн в виде трансляций. В программу вошли два дня косплей-шоу, состоявшие из ретроспективы выступлений прошлых лет и новых косплей-видео, которые участники записывали дома. Ведущие из Воронежа, Ростова-на-Дону и Краснодара выходили в эфир каждый из собственного дома. В ночном эфире после первого дня было показано полностью косплей-шоу 2014 года с комментариями организаторов и ведущих фестиваля. Концерт в убежище также состоял из старых номеров и новых записей, с живым ведением трансляции. Форум-выставка прошла в упрощенном виде: онлайн-ярмарка в группе фестиваля, где участники представляли свои товары, и несколько развлечений для зрителей (фестивальная почта, омикудзи).

### 2021 Всероссийский фестиваль японской анимации в Воронеже (2021)
Фестиваль снова прошёл онлайн (1-3 мая). В программу вошли Концерт в прибежище (трансляция живых выступлений), косплей-шоу (записанные видео и живые ведущие), семинары и мастер-классы. Партнёры фестиваля (Клуб японского языка Цукибанаси) организовали онлайн-развлечения: гадание омикудзи и онлайн-игру, обучающую японскому языку.

### 2022
Фестиваль полностью отменён впервые за все годы существования. Организаторы заявили, что «его проведение сейчас было бы рискованно, неуместно и неэтично».

### 2023
Фестиваль был снова отменён, устроители выразили надежду на перемены в будущем.
Была организована встреча в Воронеже: общение с организаторами фестиваля и просмотр косплей-шоу 2019 года (последний год, когда шоу проходило вживую).

### 2024
Фестиваль не проводился.

### 2025
После перерыва в несколько лет состоялось возвращение фестиваля в привычном формате. В программе — косплей-шоу, форум-выставка, Концерт в прибежище, лекции и семинары, а также кинопоказы (в Киноночь транслировался целиком аниме-сериал «Торадора!» с OVA).